# Campionati europei di atletica leggera 2012 - Decathlon
Le gare del decathlon si sono tenute il 27 e 28 giugno.

## Programma orario
| Giorno         | Orario | Gara                   |
| -------------- | ------ | ---------------------- |
| 27 giugno 2012 | 9:10   | 100 m                  |
|                | 10:35  | Salto in lungo         |
|                | 12:15  | Getto del peso         |
|                | 13:40  | Salto in alto          |
|                | 19:10  | 400 m                  |
| 28 Giugno 2012 | 9:00   | 110 m ostacoli         |
|                | 9:45   | Lancio del Disco       |
|                | 12:40  | Salto con l'asta       |
|                | 16:25  | Lancio del Giavellotto |
|                | 19:30  | 1500 m                 |
|                |        | Classifica Finale      |

## Risultati

### 100 m
Vento: #1: +0.8 m/s,  #2: +0.7 m/s, #3: +0.8 m/s, #4: -0.3 m/s
| Pos | Batt. | Corsia | Atleta               | Nazione       | Tempo | Note | Punti |
| --- | ----- | ------ | -------------------- | ------------- | ----- | ---- | ----- |
| 1   | 1     | 3      | Oleksiy Kasyanov     | Ucraina       | 10.57 |      | 959   |
| 2   | 4     | 6      | Dominik Distelberger | Austria       | 10.80 | SB   | 906   |
| 3   | 1     | 6      | Mihail Dudaš         | Serbia        | 10.81 |      | 903   |
| 4   | 4     | 1      | Pelle Rietveld       | Paesi Bassi   | 10.85 | SB   | 894   |
| 5   | 3     | 3      | Pascal Behrenbruch   | Germania      | 10.93 | SB   | 876   |
| 5   | 3     | 7      | Cédric Nolf          | Belgio        | 10.93 | PB   | 876   |
| 7   | 4     | 5      | Adam Helcelet        | Rep. Ceca     | 10.96 |      | 870   |
| 8   | 3     | 4      | Ilya Shkurenyov      | Russia        | 10.98 | PB   | 865   |
| 9   | 2     | 3      | Björn Barrefors      | Svezia        | 11.02 | PB   | 856   |
| 9   | 4     | 2      | Petter Olson         | Svezia        | 11.02 |      | 856   |
| 11  | 4     | 7      | Mathias Brugger      | Germania      | 11.04 |      | 852   |
| 12  | 3     | 2      | Ashley Bryant        | Gran Bretagna | 11.08 |      | 843   |
| 12  | 4     | 4      | Norman Müller        | Germania      | 11.08 |      | 843   |
| 14  | 2     | 5      | Kévin Mayer          | Francia       | 11.10 | PB   | 838   |
| 15  | 2     | 6      | Einar Daði Lárusson  | Islanda       | 11.11 | PB   | 836   |
| 16  | 3     | 1      | Igor Šarčević        | Serbia        | 11.15 |      | 827   |
| 17  | 2     | 7      | Gaël Quérin          | Francia       | 11.17 | SB   | 823   |
| 17  | 4     | 3      | Artem Lukyanenko     | Russia        | 11.17 |      | 823   |
| 19  | 2     | 2      | Sami Itani           | Finlandia     | 11.19 | PB   | 819   |
| 19  | 2     | 4      | Roman Šebrle         | Rep. Ceca     | 11.19 | SB   | 819   |
| 19  | 3     | 6      | Florian Geffrouais   | Francia       | 11.19 |      | 819   |
| 22  | 3     | 5      | Jonas Fringeli       | Svizzera      | 11.22 |      | 812   |
| 23  | 1     | 4      | Vasiliy Kharlamov    | Russia        | 11.27 | SB   | 801   |
| 24  | 1     | 5      | Mikalai Shubianok    | Bielorussia   | 11.34 | SB   | 786   |
| 25  | 1     | 2      | Tarmo Riitmuru       | Estonia       | 11.50 |      | 753   |
| 26  | 1     | 7      | Marcus Nilsson       | Svezia        | 11.53 |      | 746   |

### Salto in lungo
| Pos | Gruppo | Nome                 | Nazione       | #1   | #2   | #3   | Misura | Note | Punti |
| --- | ------ | -------------------- | ------------- | ---- | ---- | ---- | ------ | ---- | ----- |
| 1   | B      | Gaël Quérin          | Francia       | 7.17 | 7.18 | 7.56 | 7.56   | PB   | 950   |
| 2   | A      | Oleksiy Kasyanov     | Ucraina       | 7.14 | 7.39 | 7.49 | 7.49   |      | 932   |
| 3   | B      | Roman Šebrle         | Rep. Ceca     | 7.32 | 7.43 | 7.21 | 7.43   | SB   | 918   |
| 4   | A      | Mihail Dudaš         | Serbia        | 7.05 | 7.36 | 7.21 | 7.36   |      | 900   |
| 5   | B      | Einar Daði Lárusson  | Islanda       | 6.96 | 7.33 | 5.61 | 7.33   |      | 893   |
| 6   | B      | Ilya Shkurenyov      | Russia        | 7.10 | 7.32 | 7.28 | 7.32   |      | 891   |
| 7   | B      | Adam Helcelet        | Rep. Ceca     | 7.12 | 7.21 | 7.30 | 7.30   |      | 886   |
| 8   | B      | Norman Müller        | Germania      | 7.07 | 7.15 | 7.24 | 7.24   |      | 871   |
| 9   | B      | Vasiliy Kharlamov    | Russia        | 7.02 | x    | 7.22 | 7.22   |      | 866   |
| 10  | B      | Björn Barrefors      | Svezia        | 6.75 | x    | 7.17 | 7.17   |      | 854   |
| 11  | B      | Artem Lukyanenko     | Russia        | 6.69 | 7.16 | 6.69 | 7.16   |      | 852   |
| 12  | A      | Pascal Behrenbruch   | Germania      | 6.90 | 6.96 | 7.15 | 7.15   | SB   | 850   |
| 13  | A      | Dominik Distelberger | Austria       | 7.14 | x    | 7.00 | 7.14   | SB   | 847   |
| 14  | B      | Cédric Nolf          | Belgio        | 6.53 | 7.13 | x    | 7.13   |      | 845   |
| 15  | B      | Ashley Bryant        | Gran Bretagna | 6.96 | 7.12 | 7.06 | 7.12   |      | 842   |
| 16  | A      | Mikalai Shubianok    | Bielorussia   | 6.82 | 6.89 | 7.08 | 7.08   | SB   | 833   |
| 17  | A      | Jonas Fringeli       | Svizzera      | 7.04 | x    | x    | 7.04   | PB   | 823   |
| 18  | A      | Petter Olson         | Svezia        | 6.88 | 7.04 | x    | 7.04   | SB   | 823   |
| 19  | A      | Pelle Rietveld       | Paesi Bassi   | 7.02 | –    | –    | 7.02   |      | 818   |
| 20  | A      | Sami Itani           | Finlandia     | 6.60 | 6.84 | 6.72 | 6.84   |      | 776   |
| 21  | B      | Mathias Brugger      | Germania      | x    | x    | 6.81 | 6.81   |      | 769   |
| 22  | A      | Tarmo Riitmuru       | Estonia       | 6.80 | 6.59 | 6.78 | 6.80   |      | 767   |
| 23  | A      | Marcus Nilsson       | Svezia        | 6.31 | 6.60 | x    | 6.60   |      | 720   |
| 24  | A      | Igor Šarčević        | Serbia        | 6.50 | 6.54 | x    | 6.54   |      | 707   |
|     | A      | Florian Geffrouais   | Francia       | x    | x    | x    | NM     |      | 0     |
|     | B      | Kévin Mayer          | Francia       | x    | x    | x    | NM     |      | 0     |

### Getto del peso
| Pos | Gruppo | Nome                 | Nazione       | #1    | #2    | #3    | Misura | Note | Punti |
| --- | ------ | -------------------- | ------------- | ----- | ----- | ----- | ------ | ---- | ----- |
| 1   | B      | Pascal Behrenbruch   | Germania      | 16.89 | –     | –     | 16.89  | PB   | 906   |
| 2   | B      | Mikalai Shubianok    | Bielorussia   | x     | 14.92 | 15.37 | 15.37  | PB   | 812   |
| 3   | B      | Norman Müller        | Germania      | 13.31 | 14.20 | 14.88 | 14.88  | SB   | 782   |
| 4   | B      | Igor Šarčević        | Serbia        | 14.86 | 14.59 | x     | 14.86  | PB   | 781   |
| 5   | B      | Roman Šebrle         | Rep. Ceca     | 14.27 | x     | 14.65 | 14.65  |      | 768   |
| 6   | B      | Vasiliy Kharlamov    | Russia        | x     | 14.55 | x     | 14.55  |      | 762   |
| 7   | A      | Oleksiy Kasyanov     | Ucraina       | 14.00 | 13.74 | 14.38 | 14.38  |      | 752   |
| 8   | B      | Florian Geffrouais   | Francia       | 13.93 | x     | 14.31 | 14.31  |      | 747   |
| 9   | B      | Artem Lukyanenko     | Russia        | 14.18 | x     | 14.02 | 14.18  |      | 739   |
| 10  | B      | Sami Itani           | Finlandia     | 13.68 | 13.27 | 14.07 | 14.07  |      | 733   |
| 11  | B      | Adam Helcelet        | Rep. Ceca     | 12.12 | x     | 13.99 | 13.99  |      | 728   |
| 12  | A      | Mathias Brugger      | Germania      | 13.58 | x     | 13.95 | 13.95  | SB   | 725   |
| 13  | A      | Tarmo Riitmuru       | Estonia       | 13.75 | 13.69 | x     | 13.75  | PB   | 713   |
| 14  | A      | Einar Daði Lárusson  | Islanda       | 12.16 | 12.44 | 13.65 | 13.65  | PB   | 707   |
| 15  | A      | Mihail Dudaš         | Serbia        | 12.66 | 13.64 | x     | 13.64  |      | 706   |
| 16  | B      | Marcus Nilsson       | Svezia        | 13.24 | x     | 13.63 | 13.63  |      | 706   |
| 17  | A      | Petter Olson         | Svezia        | 13.40 | x     | 12.79 | 13.40  |      | 692   |
| 18  | A      | Jonas Fringeli       | Svizzera      | 13.06 | 13.28 | x     | 13.28  | PB   | 684   |
| 19  | A      | Ilya Shkurenyov      | Russia        | 12.44 | 12.77 | 13.16 | 13.16  |      | 677   |
| 20  | A      | Ashley Bryant        | Gran Bretagna | x     | 12.33 | 13.08 | 13.08  |      | 672   |
| 21  | A      | Cédric Nolf          | Belgio        | 12.13 | 13.07 | 12.35 | 13.07  |      | 672   |
| 22  | A      | Björn Barrefors      | Svezia        | 12.67 | 13.06 | x     | 13.06  |      | 671   |
| 23  | A      | Gaël Quérin          | Francia       | 12.28 | 13.05 | 12.40 | 13.05  | SB   | 670   |
| 24  | B      | Kévin Mayer          | Francia       | 12.25 | –     | –     | 12.25  |      | 622   |
| 25  | A      | Dominik Distelberger | Austria       | 11.12 | x     | 11.22 | 11.22  |      | 559   |
|     | B      | Pelle Rietveld       | Paesi Bassi   |       |       |       | DNS    |      | DNF   |

### Salto in alto
| Pos | Gruppo | Nome                 | Nazione       | 1.73 | 1.76 | 1.79 | 1.82 | 1.85 | 1.88 | 1.91 | 1.94 | 1.97 | 2.00 | 2.03 | 2.06 | 2.09 | Misura | Note | Punti |
| --- | ------ | -------------------- | ------------- | ---- | ---- | ---- | ---- | ---- | ---- | ---- | ---- | ---- | ---- | ---- | ---- | ---- | ------ | ---- | ----- |
| 1   | B      | Ilya Shkurenyov      | Russia        | –    | –    | –    | –    | –    | –    | xo   | o    | o    | xo   | o    | xxo  | xxx  | 2.06   | =PB  | 859   |
| 2   | B      | Adam Helcelet        | Rep. Ceca     | –    | –    | –    | –    | –    | –    | o    | –    | o    | xo   | xxo  | xxx  |      | 2.03   |      | 831   |
| 3   | B      | Sami Itani           | Finlandia     | –    | –    | –    | –    | –    | –    | o    | –    | o    | o    | xxx  |      |      | 2.00   |      | 803   |
| 3   | B      | Einar Daði Lárusson  | Islanda       | –    | –    | –    | –    | –    | o    | –    | o    | o    | o    | xxx  |      |      | 2.00   |      | 803   |
| 3   | B      | Roman Šebrle         | Rep. Ceca     | –    | –    | –    | –    | –    | –    | –    | o    | –    | o    | xxx  |      |      | 2.00   |      | 803   |
| 3   | B      | Mikalai Shubianok    | Bielorussia   | –    | –    | –    | –    | –    | –    | o    | –    | o    | o    | xxx  |      |      | 2.00   |      | 803   |
| 7   | A      | Oleksiy Kasyanov     | Ucraina       | –    | –    | –    | –    | –    | –    | o    | o    | o    | xo   | xxx  |      |      | 2.00   |      | 803   |
| 8   | A      | Norman Müller        | Germania      | –    | –    | –    | –    | –    | –    | xo   | –    | xxo  | xo   | xxx  |      |      | 2.00   | =SB  | 803   |
| 9   | B      | Pascal Behrenbruch   | Germania      | –    | –    | –    | –    | o    | –    | o    | o    | o    | xxx  |      |      |      | 1.97   |      | 776   |
| 9   | A      | Gaël Quérin          | Francia       | –    | –    | –    | –    | o    | o    | o    | o    | o    | xxx  |      |      |      | 1.97   |      | 776   |
| 11  | A      | Jonas Fringeli       | Svizzera      | –    | –    | –    | –    | o    | o    | xo   | o    | o    | xxx  |      |      |      | 1.97   |      | 776   |
| 12  | A      | Mihail Dudaš         | Serbia        | –    | –    | –    | –    | xo   | –    | xo   | xo   | o    | xxx  |      |      |      | 1.97   |      | 776   |
| 13  | A      | Tarmo Riitmuru       | Estonia       | –    | –    | –    | –    | –    | o    | o    | o    | xo   | xxx  |      |      |      | 1.97   |      | 776   |
| 14  | B      | Mathias Brugger      | Germania      | –    | –    | –    | –    | –    | –    | o    | –    | xxo  | xxx  |      |      |      | 1.97   |      | 776   |
| 14  | B      | Artem Lukyanenko     | Russia        | –    | –    | –    | –    | –    | –    | o    | o    | xxo  | xxx  |      |      |      | 1.97   |      | 776   |
| 16  | B      | Björn Barrefors      | Svezia        | –    | –    | –    | –    | –    | –    | o    | xxo  | xxo  | xxx  |      |      |      | 1.97   |      | 776   |
| 17  | A      | Petter Olson         | Svezia        | –    | –    | –    | o    | o    | o    | o    | o    | xxx  |      |      |      |      | 1.94   | SB   | 749   |
| 18  | A      | Vasiliy Kharlamov    | Russia        | –    | –    | –    | xo   | o    | xo   | xxo  | xxx  |      |      |      |      |      | 1.91   |      | 723   |
| 19  | A      | Cédric Nolf          | Belgio        | –    | o    | –    | o    | o    | o    | xxx  |      |      |      |      |      |      | 1.88   | =SB  | 696   |
| 19  | B      | Marcus Nilsson       | Svezia        | –    | –    | o    | –    | o    | o    | xxx  |      |      |      |      |      |      | 1.88   |      | 696   |
| 21  | A      | Dominik Distelberger | Austria       | –    | o    | o    | o    | o    | xo   | xxx  |      |      |      |      |      |      | 1.88   | =SB  | 696   |
| 22  | A      | Ashley Bryant        | Gran Bretagna | o    | o    | o    | xo   | xxo  | o    | xxx  |      |      |      |      |      |      | 1.88   | SB   | 696   |
|     | A      | Florian Geffrouais   | Francia       |      |      |      |      |      |      |      |      |      |      |      |      |      | DNS    |      |       |
|     | A      | Pelle Rietveld       | Paesi Bassi   |      |      |      |      |      |      |      |      |      |      |      |      |      | DNS    |      |       |
|     | B      | Kévin Mayer          | Francia       |      |      |      |      |      |      |      |      |      |      |      |      |      | DNS    |      |       |
|     | B      | Igor Šarčević        | Serbia        |      |      |      |      |      |      |      |      |      |      |      |      |      | DNS    |      |       |

### 400 m
| Rank | Heat | Lane | Name                 | Nationality   | Time  | Notes | Points |
| ---- | ---- | ---- | -------------------- | ------------- | ----- | ----- | ------ |
| 1    | 1    | 5    | Mihail Dudaš         | Serbia        | 48.02 |       | 908    |
| 2    | 1    | 2    | Oleksiy Kasyanov     | Ucraina       | 48.07 |       | 906    |
| 3    | 3    | 1    | Gaël Quérin          | Francia       | 48.20 | SB    | 899    |
| 4    | 2    | 4    | Dominik Distelberger | Austria       | 48.52 | SB    | 884    |
| 5    | 3    | 8    | Pascal Behrenbruch   | Germania      | 48.54 | SB    | 883    |
| 6    | 2    | 6    | Norman Müller        | Germania      | 48.74 | SB    | 874    |
| 7    | 3    | 4    | Jonas Fringeli       | Svizzera      | 48.75 |       | 873    |
| 8    | 3    | 6    | Mathias Brugger      | Germania      | 48.84 |       | 869    |
| 9    | 3    | 7    | Petter Olson         | Svezia        | 49.01 |       | 861    |
| 10   | 3    | 2    | Einar Daði Lárusson  | Islanda       | 49.07 | SB    | 858    |
| 11   | 3    | 5    | Ashley Bryant        | Gran Bretagna | 49.29 |       | 848    |
| 12   | 2    | 7    | Artem Lukyanenko     | Russia        | 49.42 | SB    | 842    |
| 13   | 2    | 3    | Cédric Nolf          | Belgio        | 49.74 | PB    | 827    |
| 14   | 1    | 4    | Roman Šebrle         | Rep. Ceca     | 49.87 | SB    | 821    |
| 15   | 2    | 5    | Björn Barrefors      | Svezia        | 49.90 | SB    | 819    |
| 16   | 2    | 1    | Ilya Shkurenyov      | Russia        | 49.92 | SB    | 818    |
| 17   | 2    | 8    | Marcus Nilsson       | Svezia        | 49.94 |       | 817    |
| 18   | 3    | 3    | Adam Helcelet        | Rep. Ceca     | 49.98 |       | 816    |
| 19   | 1    | 3    | Sami Itani           | Finlandia     | 50.01 | PB    | 814    |
| 20   | 1    | 7    | Mikalai Shubianok    | Bielorussia   | 50.27 | SB    | 802    |
| 21   | 1    | 6    | Tarmo Riitmuru       | Estonia       | 51.51 |       | 746    |
|      | 2    | 2    | Vasiliy Kharlamov    | Russia        | DNS   |       |        |

### 110 metres hurdles
Wind:
Heat 1: -0.5 m/s, Heat 2: -0.5 m/s, Heat 3: +0.2 m/s
| Rank | Heat | Lane | Name                 | Nationality   | Time  | Notes | Points |
| ---- | ---- | ---- | -------------------- | ------------- | ----- | ----- | ------ |
| 1    | 3    | 7    | Pascal Behrenbruch   | Germania      | 14.16 | SB    | 954    |
| 2    | 3    | 1    | Oleksiy Kasyanov     | Ucraina       | 14.23 |       | 945    |
| 3    | 3    | 3    | Adam Helcelet        | Rep. Ceca     | 14.24 |       | 944    |
| 3    | 3    | 5    | Ilya Shkurenyov      | Russia        | 14.24 | PB    | 944    |
| 5    | 2    | 6    | Gaël Quérin          | Francia       | 14.37 | SB    | 927    |
| 6    | 2    | 8    | Roman Šebrle         | Rep. Ceca     | 14.45 | SB    | 917    |
| 7    | 1    | 7    | Mikalai Shubianok    | Bielorussia   | 14.57 | SB    | 902    |
| 8    | 2    | 5    | Dominik Distelberger | Austria       | 14.61 | SB    | 897    |
| 9    | 2    | 4    | Petter Olson         | Svezia        | 14.63 |       | 895    |
| 10   | 3    | 4    | Jonas Fringeli       | Svizzera      | 14.64 |       | 894    |
| 11   | 3    | 6    | Artem Lukyanenko     | Russia        | 14.66 |       | 891    |
| 12   | 2    | 3    | Einar Daði Lárusson  | Islanda       | 14.72 |       | 884    |
| 13   | 3    | 2    | Ashley Bryant        | Gran Bretagna | 14.74 |       | 881    |
| 14   | 1    | 2    | Tarmo Riitmuru       | Estonia       | 14.78 |       | 876    |
| 14   | 1    | 5    | Mihail Dudaš         | Serbia        | 14.78 | PB    | 876    |
| 16   | 2    | 1    | Cédric Nolf          | Belgio        | 14.79 |       | 875    |
| 17   | 1    | 3    | Norman Müller        | Germania      | 14.83 | SB    | 870    |
| 17   | 3    | 8    | Björn Barrefors      | Svezia        | 14.83 |       | 870    |
| 19   | 2    | 7    | Sami Itani           | Finlandia     | 14.89 |       | 863    |
| 20   | 2    | 2    | Mathias Brugger      | Germania      | 15.07 |       | 841    |
| 21   | 1    | 6    | Marcus Nilsson       | Svezia        | 16.95 |       | 629    |
|      | 1    | 4    | Vasiliy Kharlamov    | Russia        | DNS   |       |        |

### Lancio del disco
| Rank | Group | Name                 | Nationality   | #1    | #2    | #3    | Result | Notes | Points |
| ---- | ----- | -------------------- | ------------- | ----- | ----- | ----- | ------ | ----- | ------ |
| 1    | B     | Pascal Behrenbruch   | Germania      | 37.63 | 46.00 | 48.24 | 48.24  | PB    | 834    |
| 2    | B     | Oleksiy Kasyanov     | Ucraina       | 47.75 | 47.40 | x     | 47.75  |       | 824    |
| 3    | B     | Ilya Shkurenyov      | Russia        | 42.63 | x     | 44.82 | 44.82  | PB    | 763    |
| 4    | B     | Roman Šebrle         | Rep. Ceca     | 35.06 | 44.05 | 43.90 | 44.05  |       | 747    |
| 5    | A     | Mikalai Shubianok    | Bielorussia   | 43.80 | x     | x     | 43.80  |       | 742    |
| 6    | A     | Mihail Dudaš         | Serbia        | x     | 41.32 | 43.55 | 43.55  |       | 737    |
| 7    | A     | Tarmo Riitmuru       | Estonia       | x     | 39.90 | 42.75 | 42.75  |       | 721    |
| 8    | A     | Mathias Brugger      | Germania      | 40.67 | 41.99 | x     | 41.99  |       | 705    |
| 9    | A     | Sami Itani           | Finlandia     | 40.23 | 41.20 | x     | 41.20  |       | 689    |
| 10   | A     | Norman Müller        | Germania      | 39.97 | 39.46 | 41.12 | 41.12  | SB    | 687    |
| 11   | A     | Marcus Nilsson       | Svezia        | 40.89 | 40.93 | 39.48 | 40.93  |       | 683    |
| 12   | B     | Jonas Fringeli       | Svizzera      | x     | x     | 40.80 | 40.80  | SB    | 681    |
| 13   | B     | Gaël Quérin          | Francia       | x     | 34.38 | 40.32 | 40.32  |       | 671    |
| 14   | B     | Ashley Bryant        | Gran Bretagna | 38.30 | 38.37 | 39.94 | 39.94  |       | 663    |
| 15   | B     | Björn Barrefors      | Svezia        | 39.80 | 38.39 | x     | 39.80  |       | 660    |
| 16   | B     | Petter Olson         | Svezia        | 38.82 | x     | 39.41 | 39.41  |       | 653    |
| 17   | B     | Adam Helcelet        | Rep. Ceca     | 38.82 | x     | 39.12 | 39.12  |       | 647    |
| 18   | B     | Artem Lukyanenko     | Russia        | 37.07 | 38.49 | x     | 38.49  |       | 634    |
| 19   | A     | Dominik Distelberger | Austria       | x     | 28.62 | 38.29 | 38.29  |       | 630    |
| 20   | A     | Cédric Nolf          | Belgio        | 37.90 | 36.79 | 37.75 | 37.90  |       | 622    |
| 21   | A     | Einar Daði Lárusson  | Islanda       | 35.95 | x     | x     | 35.95  |       | 583    |

### Salto con l'asta
| Pos | Gruppo | Nome                 | Nazione       | 3.90 | 4.10 | 4.20 | 4.30 | 4.40 | 4.50 | 4.60 | 4.70 | 4.80 | 4.90 | 5.00 | 5.10 | 5.20 | 5.30 | Misura | Note | Punti |
| --- | ------ | -------------------- | ------------- | ---- | ---- | ---- | ---- | ---- | ---- | ---- | ---- | ---- | ---- | ---- | ---- | ---- | ---- | ------ | ---- | ----- |
| 1   | B      | Ilya Shkurenyov      | Russia        | –    | –    | –    | –    | o    | –    | xo   | o    | o    | o    | o    | xo   | o    | xxx  | 5.20   | =PB  | 972   |
| 2   | A      | Tarmo Riitmuru       | Estonia       | –    | –    | –    | –    | –    | –    | o    | –    | o    | xo   | xo   | xxx  |      |      | 5.00   |      | 910   |
| 2   | B      | Pascal Behrenbruch   | Germania      | –    | –    | –    | –    | o    | –    | o    | o    | o    | xo   | xxo  | xxx  |      |      | 5.00   | PB   | 910   |
| 2   | B      | Gaël Quérin          | Francia       | –    | –    | –    | –    | –    | –    | xo   | –    | o    | o    | xxo  | xxx  |      |      | 5.00   | PB   | 910   |
| 5   | B      | Roman Šebrle         | Rep. Ceca     | –    | –    | –    | –    | o    | –    | o    | xxo  | xo   | xo   | –    |      |      |      | 4.90   | SB   | 880   |
| 5   | B      | Björn Barrefors      | Svezia        | –    | –    | –    | –    | o    | –    | o    | o    | xo   | xxo  | xxx  |      |      |      | 4.90   |      | 880   |
| 7   | B      | Petter Olson         | Svezia        | –    | –    | –    | –    | o    | –    | o    | o    | o    | xxx  |      |      |      |      | 4.80   |      | 849   |
| 7   | A      | Mihail Dudaš         | Serbia        | –    | –    | –    | –    | –    | o    | –    | xxo  | o    | xxx  |      |      |      |      | 4.80   |      | 849   |
| 7   | A      | Oleksiy Kasyanov     | Ucraina       | –    | –    | –    | –    | –    | xo   | –    | o    | xo   | xxx  |      |      |      |      | 4.80   |      | 849   |
| 7   | B      | Adam Helcelet        | Rep. Ceca     | –    | –    | –    | o    | –    | xo   | o    | xo   | xo   | xxx  |      |      |      |      | 4.80   |      | 849   |
| 7   | B      | Norman Müller        | Germania      | –    | –    | –    | –    | –    | xo   | –    | xxo  | xxo  | xxx  |      |      |      |      | 4.80   |      | 849   |
| 12  | A      | Mikalai Shubianok    | Bielorussia   | –    | –    | –    | –    | o    | o    | o    | o    | xxx  |      |      |      |      |      | 4.70   | =PB  | 819   |
| 12  | A      | Dominik Distelberger | Austria       | –    | –    | –    | –    | o    | –    | o    | xxo  | xxx  |      |      |      |      |      | 4.70   |      | 819   |
| 14  | A      | Einar Daði Lárusson  | Islanda       | –    | –    | –    | xo   | o    | o    | o    | xxx  |      |      |      |      |      |      | 4.60   |      | 790   |
| 14  | B      | Cédric Nolf          | Belgio        | –    | –    | –    | –    | –    | xo   | o    | xxx  |      |      |      |      |      |      | 4.60   |      | 790   |
| 14  | B      | Jonas Fringeli       | Svizzera      | –    | –    | –    | o    | xo   | xxo  | o    | xxx  |      |      |      |      |      |      | 4.60   |      | 790   |
| 17  | A      | Ashley Bryant        | Gran Bretagna | xo   | xo   | o    | xo   | xo   | o    | xxx  |      |      |      |      |      |      |      | 4.50   |      | 760   |
| 18  | A      | Sami Itani           | Finlandia     | –    | o    | –    | xo   | xo   | xxx  |      |      |      |      |      |      |      |      | 4.40   | SB   | 731   |
| 18  | B      | Marcus Nilsson       | Svezia        | –    | xxo  | –    | o    | xxo  | –    |      |      |      |      |      |      |      |      | 4.40   |      | 731   |
|     | A      | Artem Lukyanenko     | Russia        |      |      |      |      |      |      |      |      |      |      |      |      |      |      | DNS    |      |       |
|     | A      | Vasiliy Kharlamov    | Russia        |      |      |      |      |      |      |      |      |      |      |      |      |      |      | DNS    |      |       |
|     | A      | Mathias Brugger      | Germania      |      |      |      |      |      |      |      |      |      |      |      |      |      |      | DNS    |      |       |

### Lancio del Giavellotto
| Pos | Gruppo | Nome                 | Nazione       | #1    | #2    | #3    | Misura | Note | Punti |
| --- | ------ | -------------------- | ------------- | ----- | ----- | ----- | ------ | ---- | ----- |
| 1   | B      | Pascal Behrenbruch   | Germania      | 67.45 | 64.45 | x     | 67.45  | SB   | 851   |
| 2   | A      | Ashley Bryant        | Gran Bretagna | 66.71 | x     | 61.12 | 66.71  |      | 839   |
| 3   | B      | Roman Šebrle         | Rep. Ceca     | 60.98 | x     | 61.78 | 61.78  |      | 765   |
| 4   | B      | Adam Helcelet        | Rep. Ceca     | 61.66 | 57.24 | 59.47 | 61.66  |      | 763   |
| 5   | A      | Mihail Dudaš         | Serbia        | 59.12 | 59.38 | 59.98 | 59.98  | PB   | 738   |
| 6   | A      | Mikalai Shubianok    | Bielorussia   | 57.24 | 53.80 | 58.51 | 58.51  | SB   | 715   |
| 7   | B      | Ilya Shkurenyov      | Russia        | 52.46 | 56.70 | 53.63 | 56.70  | SB   | 688   |
| 8   | A      | Sami Itani           | Finlandia     | 51.51 | 56.65 | 54.64 | 56.65  | SB   | 688   |
| 9   | A      | Petter Olson         | Svezia        | 56.26 | 52.73 | –     | 56.26  |      | 682   |
| 10  | A      | Dominik Distelberger | Austria       | 55.72 | 53.32 | 54.11 | 55.72  |      | 674   |
| 11  | B      | Norman Müller        | Germania      | 55.41 | 51.02 | 52.60 | 55.41  |      | 669   |
| 12  | B      | Tarmo Riitmuru       | Estonia       | 54.28 | x     | 54.81 | 54.81  |      | 660   |
| 13  | A      | Marcus Nilsson       | Svezia        | 50.41 | 54.14 | 50.24 | 54.14  |      | 650   |
| 14  | B      | Gaël Quérin          | Francia       | 50.97 | 53.60 | 49.06 | 53.60  |      | 642   |
| 15  | B      | Oleksiy Kasyanov     | Ucraina       | 52.36 | 52.37 | 51.65 | 52.37  |      | 624   |
| 16  | A      | Einar Daði Lárusson  | Islanda       | 51.75 | 44.42 | 46.87 | 51.75  |      | 615   |
| 17  | A      | Jonas Fringeli       | Svizzera      | 51.33 | 47.80 | x     | 51.33  |      | 608   |
| 18  | B      | Björn Barrefors      | Svezia        | 45.53 | 49.03 | x     | 49.03  |      | 574   |
|     | A      | Cédric Nolf          | Belgio        |       |       |       | DNS    |      | 0     |

### 1500 m
| Pos | Order | Nome                 | Nazione       | Tempo   | Note | Punti |
| --- | ----- | -------------------- | ------------- | ------- | ---- | ----- |
| 1   | 1     | Gaël Quérin          | Francia       | 4:17.29 |      | 830   |
| 2   | 12    | Marcus Nilsson       | Svezia        | 4:23.79 |      | 786   |
| 3   | 9     | Jonas Fringeli       | Svizzera      | 4:24.93 |      | 778   |
| 4   | 11    | Mihail Dudaš         | Serbia        | 4:27.54 |      | 761   |
| 5   | 17    | Norman Müller        | Germania      | 4:28.47 | SB   | 755   |
| 6   | 15    | Ilya Shkurenyov      | Russia        | 4:30.41 | PB   | 742   |
| 7   | 4     | Mikalai Shubianok    | Bielorussia   | 4:31.56 | SB   | 734   |
| 8   | 5     | Oleksiy Kasyanov     | Ucraina       | 4:32.66 |      | 727   |
| 9   | 7     | Tarmo Riitmuru       | Estonia       | 4:33.50 |      | 722   |
| 10  | 19    | Pascal Behrenbruch   | Germania      | 4:34.02 | SB   | 718   |
| 11  | 16    | Petter Olson         | Svezia        | 4:35.13 |      | 711   |
| 12  | 8     | Dominik Distelberger | Austria       | 4:37.05 |      | 699   |
| 13  | 3     | Einar Daði Lárusson  | Islanda       | 4:39.38 |      | 684   |
| 14  | 18    | Adam Helcelet        | Rep. Ceca     | 4:42.55 | SB   | 664   |
| 15  | 6     | Ashley Bryant        | Gran Bretagna | 4:49.16 |      | 624   |
| 16  | 14    | Roman Šebrle         | Rep. Ceca     | 4:50.74 |      | 614   |
| 17  | 13    | Sami Itani           | Finlandia     | 4:53.28 | SB   | 599   |
| 18  | 2     | Björn Barrefors      | Svezia        | 4:56.97 |      | 577   |
|     | 10    | Cédric Nolf          | Belgio        | DNS     |      |       |

### Classifica finale
| Pos | Nome                 | Nazione       | Punti | Note |
| --- | -------------------- | ------------- | ----- | ---- |
| 1   | Pascal Behrenbruch   | Germania      | 8558  | EL   |
| 2   | Oleksiy Kasyanov     | Ucraina       | 8321  |      |
| 3   | Ilya Shkurenyov      | Russia        | 8219  | PB   |
| 4   | Mihail Dudaš         | Serbia        | 8154  | SB   |
| 5   | Gaël Quérin          | Francia       | 8098  | PB   |
| 6   | Roman Šebrle         | Rep. Ceca     | 8052  |      |
| 7   | Norman Müller        | Germania      | 8003  |      |
| 8   | Adam Helcelet        | Rep. Ceca     | 7998  |      |
| 9   | Mikalai Shubianok    | Bielorussia   | 7948  | SB   |
| 10  | Petter Olson         | Svezia        | 7771  |      |
| 11  | Jonas Fringeli       | Svizzera      | 7719  |      |
| 12  | Ashley Bryant        | Gran Bretagna | 7668  | PB   |
| 13  | Einar Daði Lárusson  | Islanda       | 7653  |      |
| 14  | Tarmo Riitmuru       | Estonia       | 7644  |      |
| 15  | Dominik Distelberger | Austria       | 7611  | SB   |
| 16  | Björn Barrefors      | Svezia        | 7537  |      |
| 17  | Sami Itani           | Finlandia     | 7515  | SB   |
| 18  | Marcus Nilsson       | Svezia        | 7164  |      |
|     | Cédric Nolf          | Belgio        | DNF   |      |
|     | Artem Lukyanenko     | Russia        | DNF   |      |
|     | Mathias Brugger      | Germania      | DNF   |      |
|     | Vasiliy Kharlamov    | Russia        | DNF   |      |
|     | Florian Geffrouais   | Francia       | DNF   |      |
|     | Pelle Rietveld       | Paesi Bassi   | DNF   |      |
|     | Kévin Mayer          | Francia       | DNF   |      |
|     | Igor Šarčević        | Serbia        | DNF   |      |